# Punta Norte (Santa Cruz)
La punta Norte es un accidente geográfico costero ubicado en el departamento Deseado en la provincia de Santa Cruz (Argentina), más específicamente en la posición 47°54′58.21″S 65°45′49.74″O / -47.9161694, -65.7638167. Representa el extremo norte de la bahía del Oso Marino. La altura máxima aproximada es de 30 metros sobre el nivel del mar.
Está constituida por afloramientos porfíricos ignimbríticos de la formación Bahía Laura que encierran dos pequeñas bahías innominadas ubicadas hacia el norte. Presenta una cubierta sedimentaria. La cara sur constituye un paredón rocoso a pique con el mar.

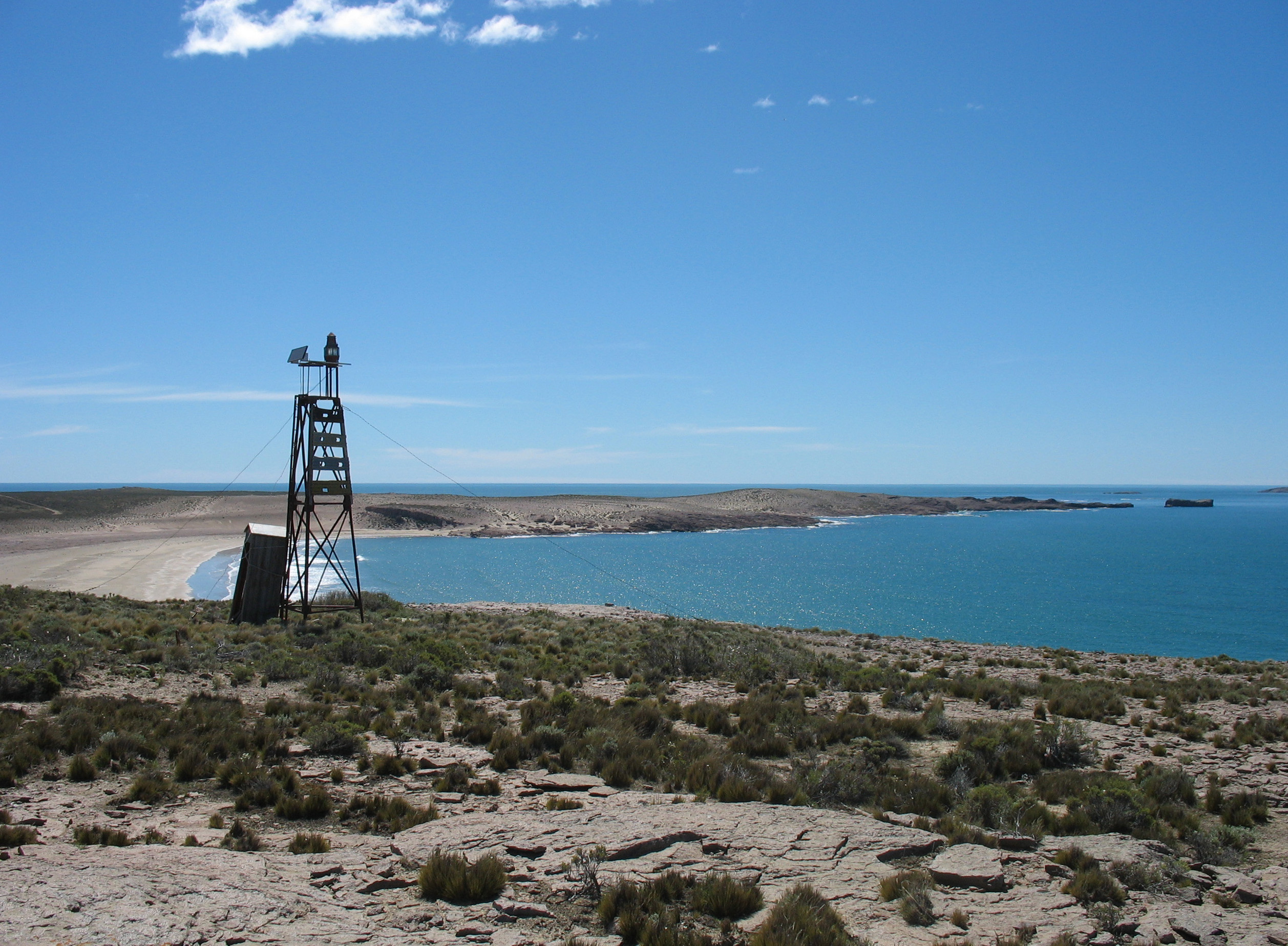
Vista de la Punta Norte desde el sur, en frente se observa la isla Castillo. En primer plano se observa la Baliza Azopardo.